# Coupe du monde de triathlon 1995
Navigation
Édition précédente Édition suivante
La coupe du monde de triathlon 1995 est composée de 10 courses organisées par la Fédération internationale de triathlon (ITU). Chacune des courses est disputée au format olympique soit 1500 m de natation, 40 km de cyclisme et 10 km de course à pied.

## Étapes de l'épreuve
| Date         | Lieu          | Format | Homme          | Femme            |
| ------------ | ------------- | ------ | -------------- | ---------------- |
| 4 juin       | Gerardmer     | M      | Brad Beven     | Carol Montgomery |
| 17 juin      | Derry         | M      | Brad Beven     | Emma Carney      |
| 25 juin      | San Sebastian | M      | Brad Beven     | Emma Carney      |
| 9 juillet    | Gamagori      | M      | Brad Beven     | Rina Bradshaw    |
| 6 août       | Drummondville | M      | Brad Beven     | Emma Carney      |
| 13 août      | Cleveland     | M      | Leandro Macedo | Emma Carney      |
| 16 septembre | Ilhéus        | M      | Leandro Macedo | Carol Montgomery |
| 24 septembre | Southampton   | M      | Ralf Eggert    | Carol Montgomery |
| 8 octobre    | Auckland      | M      | Hamish Carter  | Janet Hatfield   |
| 15 octobre   | Sydney        | M      | Brad Beven     | Emma Carney      |

## Par nation
| Rang | Nation           | Victoires |
| ---- | ---------------- | --------- |
| 1    | Australie        | 12        |
| 2    | Canada           | 3         |
| 3    | Brésil           | 2         |
| 4    | États-Unis       | 1         |
| 4    | Allemagne        | 1         |
| 4    | Nouvelle-Zélande | 1         |

## Classements généraux
| Rang               | Nom                  |
| ------------------ | -------------------- |
| Médaille d'or      | Brad Beven           |
| Médaille d'argent  | Ralf Eggert          |
| Médaille de bronze | Hamish Carter        |
| 4                  | Philippe Fattori     |
| 5                  | Jean-Claude Guichard |
| 6                  | Nate Llerandi        |
| 7                  | Benjamin Sanson      |
| 8                  | Cameron Brown        |
| 9                  | Richard Allen        |
| 10                 | Olivier Marceau      |

| Rang               | Nom               |
| ------------------ | ----------------- |
| Médaille d'or      | Emma Carney       |
| Médaille d'argent  | Isabelle Mouthon  |
| Médaille de bronze | Carol Montgomery  |
| 4                  | Gail Laurence     |
| 5                  | Sophie Delemer    |
| 6                  | Janet Hatfield    |
| 7                  | Katie Webb        |
| 8                  | Kirstie Otto      |
| 9                  | Rina Bradshaw     |
| 10                 | Natasha Hilgeholt |